# Golčův Jeníkov (tvrz)
Tvrz Golčův Jeníkov se nachází ve městě Golčův Jeníkov v okrese Havlíčkův Brod. Je chráněna jako kulturní památka České republiky.

## Historie
V roce 1636 se majitelem zkonfiskovaného jeníkovského statku, který do Bílé hory vlastnil Jan Rudolf Trčka z Lípy, stal generál Martin Maxmilián z Goltze, jenž si nechal v letech 1650–1653 nedaleko zábělčické tvrze postavit tvrz novou. Ta dostala název Goltzova tvrz. Po generálově smrti došlo k častému střídání majitelů a po vystavění starého zámku Leopoldem Krakovským z Kolovrat ztratila svoji rezidenční funkci. Poté, co Trautmannsdorfové nechali ve městě postavit pivovar, začala tvrz sloužit jako sklad chmele. V roce 1912 došlo ke zrušení pivovaru a tvrz následně chátrala. Po rekonstrukci, která proběhla v roce 2004, slouží jako galerie (Galerie Goltzova tvrz). Roku 2018 se město Golčův Jeníkov pustilo do opravy opadávající omítky.

## Popis
Tvrz byla vystavěna jako jedna z posledních věžovitých tvrzí na našem území. Jedná se o dvoupatrovou budovu se stranami o délce 10,5 × 12,5 metru. Vnitřní prostory (mimo druhého patra) byly rozděleny na dvojice obdélných místností přístupné točitým schodištěm v jihovýchodní části objektu. Od sousední zábělčické tvrze jej odděloval v prvním patře portál a erbovní a nápisová deska. Hlavní obytná místnost tvrze pak byla vybavena krbem z bílého mramoru, který stával v jižní části místnosti.